# Charley Taylor
Charles Robert Taylor (Grand Prairie; 28 de septiembre de 1941-Sterling City; 19 de febrero de 2022) fue un jugador de fútbol americano. Jugó como wide receiver en la National Football League para los Washington Redskins. Fue elegido al Salón de la Fama del Fútbol Americano Profesional en 1984.
Durante su estancia con los Redskins alcanzaron el Super Bowl en 1973, (Super Bowl VII). Lograron llegar a los playoffs en cuatro ocasiones en la década de 1970. 

## Carrera universitaria
Taylor nació en Grand Prairie, Texas. Asistió a la escuela Dalworth High School antes de enrolarse en la Universidad Estatal de Arizona. Ahí jugó fútbol americano universitario como halfback y defensive back. Fue elegido como All-American en dos años de manera consecutiva y también fue seleccionado al equipo All-Western Athletic Conference. En su último año, jugó en el East-West Shrine Game, el Hula Bowl y el All-American Bowl. También jugó en el College All-Star Game en contra de los Chicago Bears, siendo nombrado el MVP del partido. Taylor también jugó béisbol como pitcher y tercera base para el equipo de Arizona. Sin embargo tuvo una lesión en una rodilla, terminando su carrera como beisbolista.
Taylor fue seleccionado al Arizona State Sports Hall of Fame en 1975.

## Carrera profesional
Fue seleccionado en la primera ronda (tercera selección global) del Draft de 1964 por los Washington Redskins. Ganó el premio UPI NFL-NFC Rookie of the Year como running back y fue el primer novato en 20 años en conseguir terminar entre los mejores 10 jugadores de la NFL tanto acarreando (sexto con 755 yardas) como recibiendo (octavo con 53 pases para 814 yardas). Sus 53 recepciones fueron una marca de la NFL para un running back en esa época.
A pesar de ser un muy buen running back, fue cambiado de posición a la de wide receiver en 1966, siendo el líder de la NFL en recepciones tanto en 1966 como en 1967. Jugaría en esa posición por el resto de su carrera profesional y logró empatar la marca de 50 o más recepciones en una temporada. El 21 de diciembre de 1975, Taylor se convirtió en el líder de todos los tiempos de la NFL con su 634ª recepción en el partido final en contra de los Philadelphia Eagles.
Se retiró después de la temporada de 1977 como el mejor receptor en la historia de la NFL con 649 recepciones para 9,110 yardas y 79 touchdowns. Con 1,488 yardas por acarreo y algunas yardas más regresando patadas, totalizó 10,803 yardas combinadas. Con 11 touchdowns por tierra y 79 por recepciones, anotó 540 puntos a lo largo de su carrera. Fue seleccionado en seis ocasiones como Pro Bowl.
Fue elegido al Salón de la Fama del Fútbol Americano Profesional en 1984 y también fue seleccionado como uno de los 70 Greatest Redskins de todos los tiempos. En 1999, fue ubicado en el lugar 85 en la Lista de los 100 Jugadores Más Grandes de Fútbol americano de The Sporting News'.

## Carrera como entrenador
Después de retirarse, fue contratado por los Redskins para trabajar como scout por Bobby Mitchell. Cuando Joe Gibbs fue nombrado como entrenador en jefe de los Redskins en 1981, eligió a Taylor como el entrenador de wide receivers. Estuvo en ese puesto desde 1981 hasta 1994, cuando fue despedido después de que Norv Turner fuera nombrado como entrenador.

## Vida personal
Estuvo casado con Patricia desde 1965 hasta su muerte.  Vivían en Reston, Virginia, y tuvieron tres hijos: Elizabeth, Erica y Charles.